# Tutu-Fili
Tutu-Fili (Tutufili) ist eine osttimoresische Aldeia im Suco Fatubessi (Verwaltungsamt Maubisse, Gemeinde Ainaro). 2015 lebten in der Aldeia 119 Menschen.

## Geographie und Einrichtungen
Tutu-Fili bildet südlich des Zentrums von Fatubessi einen Streifen, der fast den gesamten Suco durchzieht. Nördlich befindet sich die Aldeia Titibauria, nordöstlich die Aldeia Hohulo, die auch an die südlich liegende Aldeia Rae-Buti-Lau grenzt. Südwestlich liegt die Aldeia Cassimidei. Im Westen grenzt Tutu-Fili an das Verwaltungsamt Aileu (Gemeinde Aileu) mit seinem Suco Lequitura.
Eine Straße durchquert das Zentrum von Tutu-Fili von der ein paar Nebenstraßen abgehen. Eine Siedlung liegt direkt an der Hauptstraße. Östlich davon liegt das Dorf Tutu-Fili mit dem Friedhof der Aldeia und westlich das Dorf Fada Tuto, in dem sich ein „Haus der Riten“ (Uma Lisan) befindet.